# Ischiocentra quadrisignata
Ischiocentra quadrisignata là một loài bọ cánh cứng trong họ Cerambycidae.